# Antonín Pochop
Antonín Pochop (7. února 1862 Dolní Štěpanice – 16. ledna 1949 Praha) byl český spisovatel, pedagog a sběratel povídek.

## Životopis
Narodil se 7. února 1862 v Dolních Štěpanicích. Počátkem 80. let 19. století působil jako ředitel na škole v Martinicích v Krkonoších. Zavedl zde předmět ženské ruční práce. Roku 1885 ze školy odešel a nahradil jej Florian Nykl. Roku 1902 začal učit na Měšťanské škole chlapecké v Jilemnici, kde působil až do roku 1920. Od září 1904 do června 1905 vydával čtrnáctideník pro mládež Mladý Slovan. Časopis se snažil udržovat jako laciný.
Sbíral krkonošské pohádky a jeho první sbírkou byl Devaterník čili devatero pohádek z horního Pojizeří od Antonína Pochopa roku 1904. Brzy se stal nejen uznávaným autorem, ale i řečníkem, což dokazuje jeho proslov 8. listopadu 1918 na oslavu znovuobnovení TJ Sokol v Martinicích, který nazval "O vzniku naši samostatnosti".
Zemřel 16. ledna 1949 v Praze.

## Dílo
- Devaterník čili devatero pohádek z horního Pojizeří od Antonína Pochopa (1904, 1910)
- Devětsil (1910) - vydáno ve Velkém Meziříčí, obsahově stejné jako Devaterník
- Krakonoš z pouti (1912)
- Stoklasa a ještě jiné pohádky z Horního Pojizeří (1925)
- Pirvan, čili, Pohádky o Krakonošovi z Horního Pojizeří (1926)
- Krakonošova mísa a jiné pohádky a pověsti z Horního Pojizeří (1929)
- Pohorský zvěřinec (1947)
- Krakonošovo zrcátko (1982 - posmrtně)